# Fuite et expulsion des Allemands entre 1944 et 1950

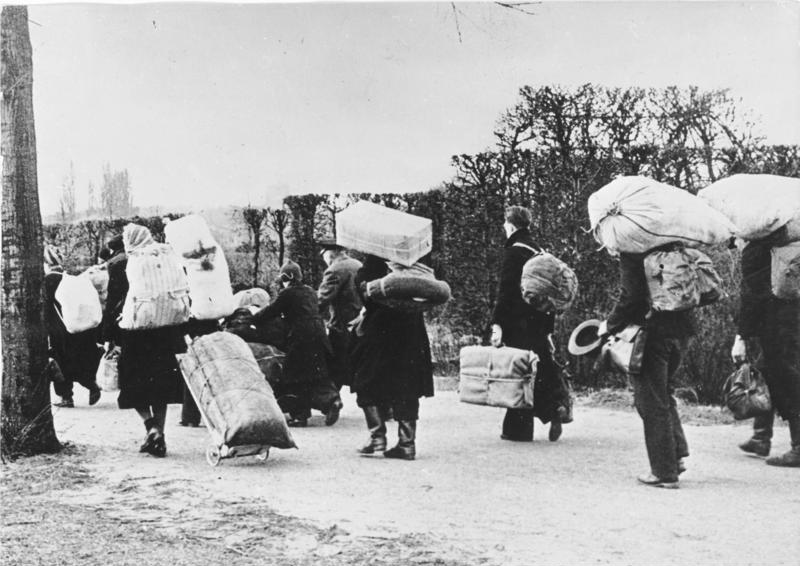
Réfugiés allemands fuyant les Russes et se dirigeant vers l'Ouest en 1945.

Pendant les dernières phases de la Seconde Guerre mondiale et l'après-guerre, les Allemands et les Volksdeutsche fuient et sont expulsés de plusieurs pays d'Europe centrale et orientale, dont la Tchécoslovaquie et les anciennes provinces allemandes de Silésie, de Poméranie et de Prusse orientale, qui sont annexées par la Pologne (en) et l'Union soviétique (URSS). L'idée d'expulser les Allemands des territoires annexés émane de Winston Churchill en concertation avec les gouvernements en exil polonais et tchécoslovaque à Londres à partir de 1942, voire plus tôt,. Fin 1944, le gouvernement tchécoslovaque en exil pousse les Alliés à adopter le principe des transferts des populations allemandes. Cependant, le premier ministre polonais, Tomasz Arciszewski, lors d'une entrevue accordé à The Sunday Times le 17 décembre 1944, soutient l'annexion de la voïvodie de Varmie-Mazurie, de la Haute-Silésie et de secteurs du nord et de l'est de la Basse-Silésie (jusqu'à la ligne de l'Oder) ainsi que de zones de la Poméranie (sans Szczecin) mais il s'oppose à la perspective d'une expulsion. Il souhaite alors naturaliser les Allemands et les assimiler.
Joseph Staline, en concertation avec d'autres dirigeants communistes, prévoit d'expulser tous les Allemands situés à l'est de l'Oder et dans les territoires qui, à partir de mai 1945, appartiennent aux zones d'occupation soviétiques. En 1941, son gouvernement avait déjà déporté les Allemands de Crimée vers l'Asie centrale.
Entre 1944 et 1948, des millions de personnes, y compris des Allemands par l'ethnie (Volksdeutsche) ou par la nationalité (Reichsdeutsche), sont déplacées à titre provisoires ou définitif depuis l'Europe centrale et orientale. En 1950, au total, environ 12 millions d'Allemands avaient pris la fuite ou subi des expulsions depuis l'Europe centrale et orientale vers l'Allemagne et l'Autriche sous occupation alliée. Le gouvernement d'Allemagne de l'Ouest établit ce total à 14,6 millions, en y incluant un million d'Allemands qui s'étaient installés dans les territoires que le Troisième Reich avait conquis pendant la Seconde Guerre mondiale, les migrants allemands venus en Allemagne après 1950 et les enfants nés de parents expulsés. Le plus grand contingent vient des territoires orientaux de l'Allemagne cédés à la République populaire de Pologne et à l'URSS (environ 7 millions), et de Tchécoslovaquie (environ 3 millions).
Les zones concernées sont les anciens territoires orientaux de l'Allemagne, annexés par la Pologne et l'URSS après la guerre (voir : territoires reconquis) ; sont aussi visés les Allemands qui vivaient, avant-guerre, dans les frontières de la république polonaise, la Tchécoslovaquie, la Hongrie, la Roumanie, la Yougoslavie et les États baltes. Les nazis avaient entrepris des campagnes — partiellement achevées avant leur défaite — pour vider l'Europe centrale de ses populations slaves et juives pour y acheminer les colons allemands,.
Le bilan humain des morts entraînées par ces fuites et expulsions fait débat : des estimations avancent des nombres allant de 500 000 à 600 000 personnes, jusqu'à deux millions, voire deux millions et demi,,. Ces déplacements de population se produisent en trois étapes qui s'entrecroisent ; la première est l'évacuation organisée des Allemands par le gouvernement nazi devant les percées de l'Armée rouge, depuis mi-1944 jusqu'au début 1945. La deuxième phase est la fuite désorganisée des Allemands aussitôt après la défaite de la Wehrmacht. La troisième phase est une expulsion plus organisée après la conférence des Alliés à Potsdam, qui redessine les frontières d'Europe centrale et approuve les expulsions des Allemands issus des anciens territoires allemands redistribués à la Pologne, à la Russie et à la Tchécoslovaquie. De nombreux civils allemands sont envoyés dans des camps d'internement et des camps de travail où ils sont livrés aux travaux forcés dans le cadre des réparations de l'Allemagne aux pays d'Europe de l'Est,,,. Les expulsions les plus massives sont achevées en 1950. Les estimations sur le nombre total de personnes d'origine allemande qui, en 1950, se trouvent encore en Europe centrale et orientale se situent dans une fourchette comprise entre 70 000 et 2,7 millions d'individus.